# Perangan-Parviainen
Perangan-Parviainen är en sjö i kommunen Suomussalmi i landskapet Kajanaland i Finland. Arean är 37 hektar och strandlinjen är 3,38 kilometer lång. Sjön  ingår i Uleälvens huvudavrinningsområde.   Den ligger omkring 150 kilometer norr om Kajana och omkring 620 kilometer norr om Helsingfors. 